# Ganglio ciliar
El ganglio ciliar o ganglio olftálmico es un ganglio parasimpático ubicado en la parte posterior de la órbita. Mide de 1 a 2 milímetros de diámetro y contiene alrededor de 2.500 neuronas. Los axones pregangliónicos del núcleo de Edinger-Westphal viajan por el nervio oculomotor y forman sinapsis con las células. Los axones posgangliónicos se ejecutan en los nervios ciliares cortos e inervan dos músculos de los ojos:
- El músculo esfínter del iris contrae la pupila, un movimiento conocido como miosis. Por el contrario, midriasis, es la dilatación de la pupila.
- El músculo ciliar contrae, liberando la tensión en la fibras zonulares, haciendo al cristalino más convexo, también conocido como acomodación. Ambos músculos son involuntarios. Están controlados por el sistema nervioso autónomo, específicamente el parasimpático .

Es uno de los cuatro ganglios parasimpáticos de la cabeza y el cuello (los otros son el ganglio submandibular, el ganglio pterigopalatino y el ganglio ótico).

## Anatomía
Hay tres tipos de fibras nerviosas que atraviesan el ganglio ciliar: las fibras parasimpáticas, las fibras simpáticas y las fibras sensoriales. Solo las fibras parasimpáticas forman sinapsis en el ganglio. Los otros dos tipos de fibras nerviosas simplemente pasan a través. En la anatomía clásica, el ganglio ciliar se dice que tiene tres "raíces"
- una raíz parasimpática del ganglio ciliar (o raíz motor)
- una raíz simpática del ganglio ciliar
- una raíz sensitiva del ganglio ciliar

## Enfermedades

### Pupila tónica de Adie
Las enfermedades del ganglio ciliar producen una pupila tónica.  Se trata de una pupila que no reacciona a la luz (que es "fija") y que posee una respuesta anormalmente lenta y prolongada al intento de visión de cerca (acomodación).
Cuando un paciente con una pupila de Adie intenta enfocar un objeto cercano, la pupila (que normalmente se contrae rápidamente) se contrae lentamente. De cerca, la pupila contraída no es perfectamente redonda. Cuando el paciente se enfoca en un objeto más distante (por ejemplo el otro lado de la habitación), la pupila (que normalmente se dilata inmediatamente) permanece constreñida por varios minutos, y luego, lentamente, se dilata de nuevo con el tamaño esperado.
Las pupilas tónicas son bastante comunes - se ven en aproximadamente 1 de cada 500 personas. Un paciente con anisocoria (una pupila mayor que la otra), cuya pupila no reacciona a la luz (no se contrae cuando se expone a la luz intensa) es más propenso a tener el síndrome de Adie, degeneración idiopática del ganglio ciliar.

### Fisiología
El extraño comportamiento la pupila tónica fue explicado por primera vez por Irene Loewenfeld en 1979. El ganglio ciliar contiene muchas más fibras nerviosas dirigida hacia el músculo ciliar que fibras nerviosas dirigidas al esfínter pupilar, aproximadamente veinte veces más. Además, el músculo ciliar es más grande que el esfínter pupilar, nuevamente por un factor de veinte. Basándose en estas observaciones, Loewenfeld propuso una explicación de la pupila tónica. Observó que la destrucción patológica de las células nerviosas en el ganglio ciliar se encuentra en todos los casos de pupila de Adie. En sus propias palabras:
Digamos que en una pupila de Adie reciente, un 70% al azar de las células del ganglio ciliar dejan de trabajar; y, en un par de meses, estas neuronas vuelven a crecer y aleatoriamente re-inervan ambos esfínteres intraoculares (el músculo ciliar y el esfínter del iris). Algunas neuronas parasimpáticas de reacción a la luz que estaban destinadas originalmente para el esfínter del iris, terminarán inervando el músculo ciliar. Pero no serán en número suficiente como para mover ese gran músculo, así que no habrá acomodamiento detectable con la exposición a la luz.  Del otro lado, la historia es bien diferente.  Una gran cantidad de neuronas acomodativas volverán a crecer dentro del esfínter del iris, y no se necesitarán muchas de estas para contraer un músculo pequeño como el esfínter pupilar.  Esto significa que cada vez que el paciente acomode su mirada a un objeto cercano, parte de la inervación del músculo ciliar se derramará en el iris contrayendo la pupila.
La teoría de Lowenfeld es ahora generalmente aceptada. Explica las características que definen una pupila tónica:
(1) La pupila no reacciona a la luz. Las neuronas de reacción luminosa originales, han sido destruidas.
(2) constricción tónica con el intento de visión de cerca. La regeneración aberrante de las fibras nerviosas destinadas al músculo ciliar provoca una anormal contracción tónica de la pupila con la acomodación.
(3) Segmentaria constricción del iris. Al examinar cuidadosamente con una lupa, el iris no se contrae de manera uniforme con la visión de cerca. Solo los segmentos re-inervados se contraen, produciendo un contorno ligeramente irregular de la pupila.
(4) Denervación supersensitiva. Como cualquier músculo denervado, el iris se vuelve hipersensible a su neurotransmisor normal (en este caso, la acetilcolina). Soluciones muy débiles de sustancias colinérgicas como la pilocarpina (que no tienen ningún efecto sobre el iris normal) hacen que el iris denervado se contraiga.
Las pupilas tónicas generalmente se deben al síndrome de Adie, pero otras enfermedades pueden denervar el ganglio ciliar. Neuropatías periféricas (como la neuropatía diabética) en ocasiones producen pupilas tónicas. El virus del herpes zóster puede atacar al ganglio ciliar. Un traumatismo en la órbita puede dañar los nervios ciliares cortos. Cualquier cosa que denervase al ganglio ciliar produce una pupila tónica, debido a la regeneración nerviosa aberrante.